# Мечеть Бехрамийя
Мечеть Бехрамийя (араб. جامع البهرمية‎) — одна из исторических мечетей в Алеппо (Сирия), относящаяся к периоду Османской империи. Расположена в районе аль-Джаллум к западу от Цитадели, между воротами Антиохии и Хан аль-Джумрок, в пределах исторических стен Старого города Алеппо. 

## История
Мечеть была построена в 1583 году под патронажем османского вали Алеппо Бехрама-паши и во время правления османского султана Мурада III. Имеет архитектуру в стиле османской ханаки с круглым минаретом и большим центральным куполом.
На протяжении всей своей истории мечеть часто ремонтировалась. В XVII веке минарет упал и был восстановлен в 1699 году. После смертоносного землетрясения в Алеппо в 1822 году купол был разрушен и восстановлен в 1860 году.